# 斯里蘭卡印度教
印度教在斯里蘭卡是主要傳統的宗教之一，現時佔斯里蘭卡人口約12%，主要分佈在北部及東部地區。印度教當年隨著從印度移居到斯里蘭卡的泰米爾人傳入。
11世紀時，泰米爾人已經在波隆納魯沃興建濕婆神廟，至今仍然保存，後來泰米爾人在斯里蘭卡北部鄰近印度的賈夫納地區建立起泰米爾王國，鞏固了印度教的地位。16世紀後，歐洲列強輪流殖民斯里蘭卡，印度教逐漸被基督教所取代。至1972年斯里蘭卡獨立，由於佛教在斯里蘭卡擁特殊地位，基本上是一個佛教國家，政府政策上都已佛教徒優先，故印度教地位無復當年的流行，加上泰米爾之虎持續與斯里蘭卡政府發生內戰，令到主要為泰米爾人的印度教無法打入其他斯里蘭卡人的生活中，故印度教在斯里蘭卡只局限於泰米爾人聚居的地方。